# 前田武志
前田 武志（まえだ たけし、1937年10月22日 ‐ ）は、日本の建設官僚、政治家。
衆議院議員（4期）、参議院議員（2期）、国土交通大臣（第16代）、衆議院沖縄及び北方問題に関する特別委員長、衆議院逓信委員長、参議院国家基本政策委員長、参議院北朝鮮による拉致問題等に関する特別委員長、参議院予算委員長、民進党常任顧問等を歴任。

## 来歴

### 生い立ち
奈良県十津川村出身。大阪書籍社長・会長、吉野書房（吉野教育図書の前身）創業者・社長、教科書協会理事、文部省図書監修官などを務めた前田隆一の二男として生まれる。五條中学、大阪府立高津高等学校を経て1964年京都大学工学部土木工学科を卒業。京都大学大学院工学研究科修了後、建設省に入省。
三重工事事務所所長、建設省河川局建設専門官などを歴任した。また、国土庁の専門調査官なども務めた。1974年からは外務省に出向し、在南ベトナム大使館一等書記官としてベトナム戦争最中の南ベトナムに赴任した。翌年のサイゴン陥落直前には、現地の日本人およそ2000名の救出を手掛けた。その際、「日本は自国民の安全も守れないのか」と感じたのが、のちに政界入りするきっかけとなった。その後、シドニー駐在領事など歴任し1980年12月退職。

### 衆議院議員
第37回衆議院議員総選挙（1983年）に自由民主党公認で出馬するも最下位で落選。この選挙は2か月前にロッキード裁判第一審有罪判決が出て田中判決解散と呼ばれ、田中派であった前田は逆風を受けた。また、自民党公認3人に加え、保守系の無所属（鍵田忠三郎、のち自民党に入党）が立候補するなど保守票が分散した。次の第38回衆議院議員総選挙（1986年）において奥野誠亮に次ぐ得票数を獲得し、初当選。以後、連続当選4回。田中派分裂の際には竹下登の経世会に加入。宮澤内閣では国土政務次官に就任した。
1992年、経世会の会長代行だった小沢一郎が羽田孜を領袖に担いで改革フォーラム21を旗揚げし、前田もこれに加わる。翌年には羽田、小沢らに従って自民党を離党し、新生党結党に参加。そのまま新進党に合流するが、小沢の党運営に不満を抱いた羽田に従って離党、羽田を党首に担ぎ太陽党を結成。自身は総務会長に就任した。その後、国民の声（鹿野道彦代表）・フロムファイブ（細川護煕代表）と合併し羽田を党首に民政党が結成されるが、民政党はすぐに旧民主党に合流し、1998年に民主党が結党された。
民主党入党後初の総選挙である第42回衆議院議員総選挙（2000年）では5選を目指したが、自民党の田野瀬良太郎に小選挙区で敗北し、比例復活もならず落選。

### 参議院議員
2001年の第19回参議院選挙で民主党公認で奈良県選挙区から出馬するも、荒井正吾に敗れ落選。
2003年、奈良県知事選挙に出馬するも、現職の柿本善也に敗れる。これで3度続けての落選となり「前田の政治生命は終わった」と見る向きもあったが、2004年の第20回参議院議員通常選挙で比例区から出馬し、奈良県選挙区から出馬した新人の前川清成との連携により当選して国政に復帰した。ただ、この際の選挙も非常に接戦であり（民主党の獲得議席19に対し前田の得票順位は党内18位）、当確の報道が流れ万歳が行われた時間は投票日の翌日の午前5時ごろであった。参議院議員としては複数の国会委員会の委員長や院内会派「民主党・新緑風会」副会長などを歴任。
改選をむかえた2010年7月の第22回参議院議員通常選挙では民主党が逆風を受ける中、再選。同年10月には参議院予算委員長に就任。
2010年9月29日、中国建国記念レセプションに出席した。
同年11月17日、予算委員会において内閣総理大臣の菅直人を指名する際に「仙谷総理大臣」と言い間違えたため委員会室でどよめきや拍手が起こった。この場面は、当時菅直人内閣の政策決定は実質的に内閣官房長官の仙谷が主導していると批判を浴びていた時期であったため、その象徴的なシーンとしてしばしば取り上げられた。
2011年9月2日、野田内閣において国土交通大臣に任命され、初入閣した。旧建設省出身ということもあり、73歳の大ベテランながら古巣への復帰となった。また、国務大臣としての所管事項として「海洋に関する施策を集中的かつ総合的に推進するため企画立案及び行政各部の所管する事務の調整」も担当することになった。同日の記者会見では、八ッ場ダム建設の是非について「基本的には（大畠章宏）前大臣の考え方を受け止め、予断なく判断していく」と述べた。
2016年7月の第24回参議院議員通常選挙に比例区から出馬したが落選した。同年12月より一般社団法人環境未来フォーラムを立ち上げ、代表理事を務める。
現在は国民民主党の顧問を務める。

## 不祥事

### 公職選挙法違反疑惑
2012年4月8日に告示された岐阜県下呂市長選挙において、告示前に立候補者の一人である石田芳弘（元民主党衆院議員、落選）への投票を呼び掛ける文書を地元の建設業協会幹部へ送っていたことが、4月11日の衆議院国土交通委員会で自民党の伊東良孝によって明らかにされた。前田は「同僚議員（山田良司）に頼まれて、中身を見ずに（文書に）サインしてしまった」「誠に軽率だったと深く反省している」等と釈明し、文書作成に関わった政務秘書官が4月16日に辞任したことも明らかにした。野党各党は大臣自筆の署名があったことなどから公職選挙法違反の疑いがあるとして強く反発。4月18日には自民党・みんなの党・新党改革の3党合同での問責決議案が参議院に提出され、4月20日午前の参議院本会議において同時に出されていた田中直紀防衛相問責決議案とともに野党の賛成多数で可決された。可決後、「結果は真摯に受け止め、大臣としての責任を果たしたい」と続投の考えを表明したが、第180回国会会期中の消費税増税関連法案の成立を目指す内閣総理大臣・野田佳彦の強い意向により2012年6月4日、内閣改造が行われ（野田第2次改造内閣）、大臣を退任した。
公職選挙法違反による問責決議直後、新名神高速道路のうち当面の間凍結するとされていた区間の着工を指示。また在任期間中には自民党政権時代から採算性の観点から凍結されていた八ッ場ダムや整備新幹線などの大型公共事業の再開を次々と決定した。
2013年1月22日、公職選挙法違反について、岐阜地方検察庁は、嫌疑不十分で不起訴処分とした。

## 議員連盟
- 民主党日韓議員交流委員会（幹事）
- 民主党娯楽産業健全育成研究会（副会長）
- 民主党新時代娯楽産業健全育成プロジェクトチーム（顧問）
- 天皇陛下御即位二十年奉祝国会議員連盟（常任幹事）
- 日本国際フォーラム(参与[15]、政策委員[16]）

## 政策
- 選択的夫婦別姓制度に反対[17]。

## 人物
- 趣味は水泳[2]。
- 著書に『やまとごころの日本文化―その植物生態学的日本人論』（1982年1月／三修社）がある。
- 2016年11月、旭日大綬章（旧・勲一等）を受章[18]。
- 2016年12月2日、フランス公共事業省への留学経験、日仏議員連盟参議院副会長など日仏関係への貢献が認められ、フランス政府よりレジオンドヌール勲章（シュヴァリエ）を授与され、フランス大使館にて叙勲式が行われる。

## 選挙歴
| 当落                                     | 選挙                     | 施行日         | 選挙区       | 政党       | 得票数      | 得票順位 / 候補者数 | 比例区       | 比例順位             |
| ---------------------------------------- | ------------------------ | -------------- | ------------ | ---------- | ----------- | ------------------- | ------------ | -------------------- |
| 落                                       | 第37回衆議院議員総選挙   | 1983年12月18日 | 奈良県全県区 | 自由民主党 | 58,228      | 8 / 8               | -            | -                    |
| 当                                       | 第38回衆議院議員総選挙   | 1986年7月6日   | 奈良県全県区 | 自由民主党 | 115,848     | 2 / 7               | -            | -                    |
| 当                                       | 第39回衆議院議員総選挙   | 1990年2月18日  | 奈良県全県区 | 自由民主党 | 120,327     | 2 / 10              | -            | -                    |
| 当                                       | 第40回衆議院議員総選挙   | 1993年7月18日  | 奈良県全県区 | 新生党     | 115,893     | 2 / 8               | -            | -                    |
| 当                                       | 第41回衆議院議員総選挙   | 1996年10月20日 | 奈良県第4区  | 新進党     | 80,397      | 1 / 4               | -            | -                    |
| 落                                       | 第42回衆議院議員総選挙   | 2000年6月25日  | 奈良県第4区  | 民主党     | 80,674      | 2 / 3               | 近畿ブロック | 重複5位（惜敗率5位） |
| 落                                       | 第19回参議院議員通常選挙 | 2001年7月29日  | 奈良県選挙区 | 民主党     | 251,905     | 2 / 5               | -            | -                    |
| 落                                       | 奈良県知事選挙           | 2003年11月9日  | -            | 無所属     | 292,834     | 2 / 3               | -            | -                    |
| 当                                       | 第20回参議院議員通常選挙 | 2004年7月11日  | （全国）     | 民主党     | 110,043     | 44 / 128            | 比例区       | 得票数党内18位       |
| 当                                       | 第22回参議院議員通常選挙 | 2010年7月11日  | （全国）     | 民主党     | 118,248.469 | 35 / 186            | 比例区       | 得票数党内13位       |
| 落                                       | 第24回参議院議員通常選挙 | 2016年7月10日  | （全国）     | 民進党     | 59,853      | 58 / 164            | 比例区       | 得票数党内19位       |
| 当選回数6回 （衆議院議員4・参議院議員2） |                          |                |              |            |             |                     |              |                      |

## 家族・親族
科学技術庁長官・原子力委員会委員長を務めた前田正男は父方の叔父。陸軍少佐（第14方面軍参謀)・陸上自衛隊の将補を務めた堀栄三（陸軍士官学校46期騎兵科）は母方の叔父。